# Leonid Weniaminowitsch Keldysch
Leonid Weniaminowitsch Keldysch (russisch Леонид Вениаминович Келдыш, englische Transkription Leonid Veniaminovich Keldysh und häufig L. V. Keldysh zitiert; * 7. April 1931 in Moskau; † 11. November 2016 ebenda) war ein russischer Physiker.

## Leben
Leonid Weniaminowitsch Keldysch, der Sohn von Ljudmila Wsewolodowna Keldysch und Stiefsohn von Pjotr Sergejewitsch Nowikow, machte 1954 seinen Abschluss an der Lomonossow-Universität, wo er 1965 Professor wurde. Er war am Lebedew-Institut, wo er sich 1965 über Nichtgleichgewichtsphänomene habilitierte (russischer Doktortitel). Das war eigentlich seine Dissertation; aufgrund ihrer hohen Qualität wurde sie zugleich als Habilitation akzeptiert. Ab 1968 gehörte er dem Leitungsgremium an und 1989 bis 1994 Direktor war (gleichzeitig mit der Leitung der theoretischen Abteilung). Am Lebedew-Institut war er anfangs ein Schüler von Witali Lasarewitsch Ginsburg und in der Abteilung von Igor Tamm. 2004 bis 2011 war er in Teilzeit Professor an die Texas A&M University. 1997 war er Röntgen-Gastprofessor an der Universität Würzburg.
1968 wurde er korrespondierendes Mitglied der Sowjetischen Akademie der Wissenschaften und er ist seit 1995 auswärtiges Mitglied der National Academy of Sciences. 1974 erhielt er den Lenin-Preis, 1975 den Hewlett-Packard Preis der Europäischen Physikalischen Gesellschaft und 1994 den Humboldt-Forschungspreis. 2005 erhielt er die S.-I.-Wawilow-Goldmedaille. 2011 wurde ihm die Eugene Feenberg Memorial Medal zugesprochen für seine Erweiterung der Vielteilchen-Störungstheorie auf Nichtgleichgewichssysteme, die weiterhin eine zentrale Rolle in vielen Bereichen der Vielteilchenphysik spielt, und seine Arbeit zu Elektron-Loch-Plasmen in Halbleitern (Laudatio). 2014 erhielt er den Pomerantschuk-Preis und 2015 die Lomonossow-Goldmedaille.
Er beschäftigte sich vor allem mit Festkörperphysik. Hier ist er für die Anwendung des quantenfeldtheoretischen Formalismus auf Nichtgleichgewichts-Phänomene bekannt (Entwicklung einer Diagrammtechnik um 1964), mit Anwendungen zum Beispiel auf Festkörperwechselwirkungen von Lasern, und den Franz-Keldysh-Effekt (1957/58), der die Basis für eine wichtige spektroskopische Technik zur Bestimmung der Bandstruktur von Halbleitern wurde. Er beschrieb eine Vielzahl nichtlinearer optischer Effekte in Halbleitern in hohen äußeren elektrischen Feldern, die mit kollektiven Effekten in Elektron-Loch Quantenflüssigkeiten hoher Dichte verbunden sind. Er entwickelte eine Theorie von Elektron-Loch-Flüssigkeiten und sagte 1968 mit seinem Doktoranden Alexander Kozlov die Existenz von Tropfen solcher Elektron-Loch-Flüssigkeiten in Halbleitern voraus (und damit einer neuen Materiephase) und die Existenz von Bose-Einstein-Kondensation von Exzitonen. Er befasste sich mit Exzitonen und Bi-Exzitonen Systemen und deren Instabilitäten und befasste sich mit nicht stationären kollektiven Effekten in Elektron-Loch Systemen. Außerdem sagte er Supergitter in Halbleitern (1962) und Phonon-gestütztes Elektronen-Tunneln voraus (in seiner Arbeit zum Franz-Keldysh-Effekt), was beides ebenfalls aktive Forschungsrichtungen wurden (Phonon-gestütztes Tunneln insbesondere in der Esaki-Diode, Supergitter in Heterostrukturen wurden 1970 von Leo Esaki und Raphael Tsu aufgegriffen und bildeten die Basis vieler optoelektronischer Geräte).
1965 führte er mit seinem Doktoranden Yuri Kopaev das Konzept des exzitonischen Isolators ein (mit Anwendungen auf verschiedene Metall-Halbleiter-Übergänge), und er sagte das Phänomen eines Phonon-Windes voraus, das ebenfalls experimentell bestätigt wurde.
Er war 2009 bis 2016 Herausgeber von Uspechi fisitscheskich nauk (Успехи физических наук). 1991 bis 1996 leitete er die Abteilung Allgemeine Physik der Russischen Akademie der Wissenschaften.